# Falcon (Feuerwehrfahrzeug)

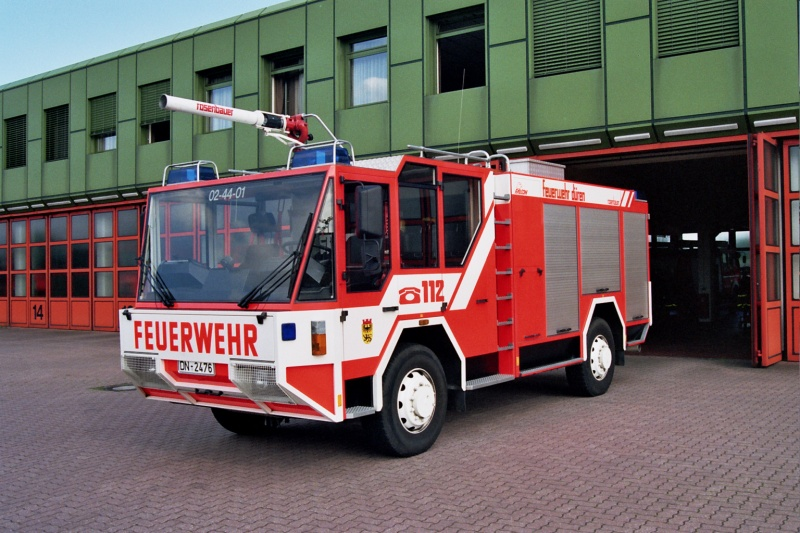
Der Dürener Falcon

Der Falcon war ein Feuerwehrfahrzeug, welches von der Rosenbauer International AG in Österreich hergestellt wurde.
Das erste Fahrzeug dieser damals neuen Generation von Kommunalfahrzeugen wurde nach 2-jähriger Planungs- und Bauzeit am 7. März 1986 vom Stammwerk in Leonding an die Feuerwehr Frankfurt am Main ausgeliefert.
Erstmals wurde hier kein Aufbau auf ein Serienfahrgestell aus der Lkw-Produktion gesetzt, sondern ein komplettes Feuerwehrfahrzeug entwickelt. Als Basiseinheit diente ein speziell entwickeltes Titan-Zweiachschassis mit permanentem Allradantrieb. Das Tanklöschfahrzeug hatte einen 2.000 bis 3.700 l-Wassertank und einen 200 l-Schaummittelbehälter. Es besaß eine kombinierte Normal-Hochdruckpumpe. Angetrieben wurde das Feuerwehrfahrzeug von einem 280 PS starken Mercedes-Benz-V8-Motor mit 14.620 cm³.
Die Großraumkabine in Leichtbauweise mit Aluminiumbeschichtung bot neun Personen Platz. Auch der Aufbau bestand aus einer Aluminiumkonstruktion mit geschraubten Leichtmetallprofilen. Ungewöhnlich war die vor der Fahrzeugkabine angeordnete Pumpenanlage und der dort befindliche Bedienstand.
Fahrzeuge gingen z. B. an die Freiwilligen Feuerwehren in Amstetten, Düren, Hall in Tirol, Niederbipp und Wartau SG. Es folgten die Berufsfeuerwehren Offenbach am Main, Zürich und Madrid. Des Weiteren gibt es dieses Fahrzeug noch bei der VEKA AG Werkfeuerwehr in Sendenhorst und der Werkfeuerwehr im Papier- und Zellstoffwerk M-real in Hallein.
Das Fahrzeug, welches eine neue Generation von Fahrzeugmodellen einläuten sollte, war aber nicht auf die Belange der Feuerwehren abgestimmt. Der Falcon war sehr reparaturanfällig, wodurch er für den Feuerwehrdienst häufig längere Zeit ausfiel.
Weitere Fahrzeuge dieses Typs wurden deshalb nicht mehr gebaut. Der Falcon blieb mit ca. 20 Fahrzeugen eine der kleinsten Fahrzeugserien.